# Graphiurus lorraineus
Graphiurus lorraineus је врста глодара из породице пухова (Gliridae).

## Распрострањење
Ареал врсте Graphiurus lorraineus обухвата већи број држава. 
Врста има станиште у Замбији, ДР Конгу, Сијера Леонеу, Уганди (непотврђено), Нигерији, Камеруну, Танзанији, Гани, Гвинеји Бисао и Либерији.

## Станиште
Станишта врсте су шуме и саване.

## Начин живота
Врста Graphiurus lorraineus прави гнезда.

## Угроженост
Ова врста није угрожена, и наведена је као последња брига јер има широко распрострањење.